# Acaeroplastes amicitiae
Acaeroplastes amicitiae es una especie de crustáceo isópodo terrestre de la familia Porcellionidae.

## Distribución geográfica
Son endémicos del centro de la España peninsular.